# Південна Англія

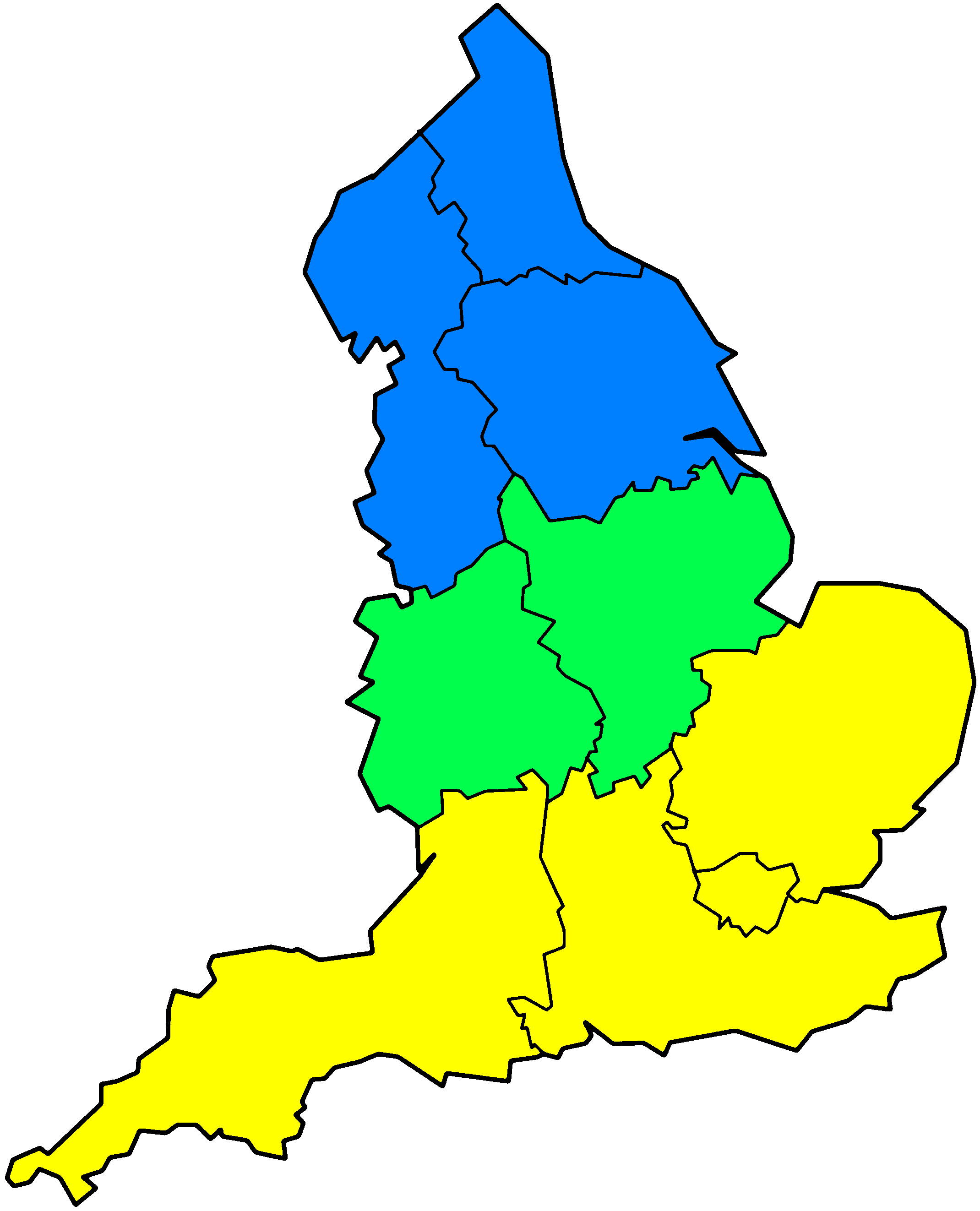
Територію Південної Англії показано жовтим кольором, територію Мідлендсу — зеленим, а Північної Англії — синім.

Південна Англія (також південь Англії або просто Південь; англ. South England) — історико-культурна область Англії; культурно-географічний термін для опису південних регіонів Англії, точніше, острова Велика Британія.
Це поняття має багато різних інтерпретацій. Південь, як вважає більшість англійських краєзнавців, є внутрішньо гетерогенною областю, але має ідентичність, відмінну від решти Англії. Особливість Південної Англії — наявність на її території Лондонської агломерації.

## Районування
В економіко-географічних цілях Південну Англію поділяють на чотири субрегіони: Південно-Західна Англія, Південно-Східна Англія, Великий Лондон, Східна Англія. Їх загальна площа 62042 км², населення — 18 млн осіб.